# Teporaca
Gabriel Teporaca (o Teporame) apodado El Hachero (f. Tomochi, Chihuahua, 4 de marzo de 1653)

## Historia
Gabriel Teporaca fue un guerrero tarahumara originario de lo que hoy es el estado de Chihuahua, es un representante de los  prehispánicos que rechazaron la conquista y la colonización española. Probablemente era originario de la región comprendida entre Tomochi y Cocomórachi, se cree que fue el padre Gerónimo Figueroa quien lo bautizó y le puso el nombre de Gabriel.
En 1648 Teporaca llevaba excelentes relaciones con los misioneros de la región de San Francisco de Borja, colaborando en algunas tareas con la guardia virreinal como la creación de la Misión del Papigochi, hoy Guerrero, Chihuahua y la fundación de la Villa de Aguilar, hoy un pueblo aledaño a Guerrero llamado Basúchil.
Sin embargo en 1652  encabezó una importante rebelión de los tarahumaras, quienes se alzaron en armas debido a las vejaciones, la esclavitud y el despojo de tierras que eran víctimas, se sublevan ante los españoles establecidos en la cuenca y el valle del Papigochi. A Teporaca se unieron otros capitanes indios como Ochavari, Frasquito, Ternera, y Nicolasillo. En los primeros días de 1653, llega a la región de Nueva Vizcaya Don Diego Guajardo Fajardo con su ejército y paulatinamente fueron derrotando  las huestes de Teporaca.
El 28 de febrero lo aprisiona el capitán Sebastián Sosoaga, después de un simulacro de juicio, es sentenciado a la horca, siendo colgado del pino más alto de Tomochi el 4 de marzo de 1653. Su cadáver es dejado colgando, para que sirviera de escarmiento a todos los indígenas.
- Datos: Q6142115